# Gilbert Duprez
Gilbert-Louis Duprez (Parigi, 6 dicembre 1806 – Poissy, 23 settembre 1896) è stato un tenore, compositore e maestro di canto francese.

## Biografia
Studiò canto, teoria e composizione con Alexandre Choron e debuttò come tenore all'Odèon di Parigi nel 1825, interpretando il ruolo di Almaviva ne Il barbiere di Siviglia. In tale teatro rimase alcuni anni con scarso successo, finché, nel 1828, prese la decisione di venire a "sciacquare i panni", se non nell'Arno, almeno in Italia, dove interpretò all'inizio soprattutto ruoli di tenore contraltino, come Idreno nella Semiramide o Rodrigo nell'Otello di Rossini o, ancora, come Gualtiero ne Il pirata di Bellini, che, privo di passaggi acrobatici di coloratura, costituì il primo suo indiscusso successo. Nel 1831 partecipò a Lucca, presso il Teatro del Giglio  alla prima rappresentazione italiana del Guglielmo Tell, facendo ascoltare, per la prima volta in un teatro lirico, il do4 eseguito non in falsettone, alla maniera dei tenori coevi, baritonali o contraltini che fossero, ma a piena voce o, come si suol dire (un po' impropriamente), "di petto". La sua carriera italiana continuò dopo di allora con successo e con l'esecuzione, tra l'altro, di due prime rappresentazioni di due opere donizettiane, la Parisina (Ugo) a Firenze, nel 1832, e, soprattutto, la Lucia di Lammermoor (Edgardo) al San Carlo di Napoli, nel 1835.
Forte della fama acquisita in Italia, Duprez rientrò a Parigi nel 1837, ottenendo uno strepitoso successo all'Opéra con l'esecuzione, secondo i suoi nuovi stilemi di canto, del Guillaume Tell, e venendo affiancato l'anno successivo ad Adolphe Nourrit come primo tenore del teatro. Avuto campo libero a seguito della partenza del rivale, Duprez continuò ad esibirsi all'Opèra fino al 1849, partecipando ad altre tre prime rappresentazioni donizettiane, La favorita (Fernand) e Les Martyrs (Polyeucte) nel 1840, e Dom Sébastien (protagonista), nel 1843, nonché, precedentemente, alla creazione del ruolo principale del Benvenuto Cellini di Berlioz, nel 1838.
Dopo una breve puntata al Drury Lane di Londra negli anni 1843/1844, Duprez si ritirò dalle scene alla fine del decennio, facendo la sua ultima comparsa in pubblico, nel 1851, con un'esecuzione della Lucia di Lammermoor al Théâtre des Italiens.
Successivamente si dedicò all'insegnamento, prima presso il Conservatorio di Parigi, dove era stato nominato professore nel 1842, poi privatamente, e alla stesura di alcuni trattati di canto ed alla composizione di alcune operette, con poco successo.
Jélyotte, ou Un passe-temps de duchesse va in scena nel 1854 in forma privata a Parigi.
Nel suo Souvenir d'un chanteur (1880), Duprez, grande amico di Donizetti, raccontò con accenti commossi gli sfoghi e le amarezze patiti dal compositore bergamasco nell'ambiente teatrale.
Morì a Poissy in Francia nel 1896.

## Caratteristiche artistiche

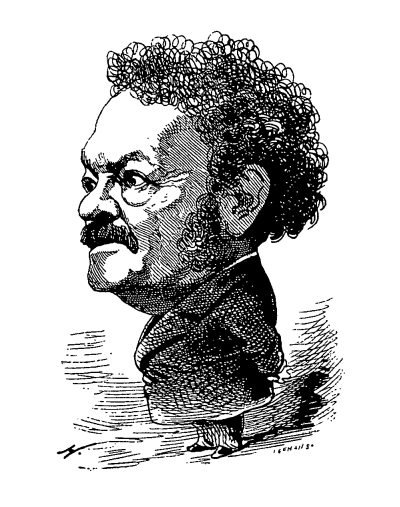
Gilbert Duprez ritratto nel Trombinoscope di Touchatout nel 1874

Nella vicenda artistica di Duprez si possono individuare due momenti abbastanza differenti. In un primo momento egli, dotato di una voce ancora chiara ed esile, sembra muoversi sulla scia della tradizione delle hautes-contre, e quando arriva in Italia, si dedica ai ruoli da tenore contraltino rossiniano senza peraltro conseguire notevoli successi anche probabilmente per la sua congeniale estraneità alla coloratura. In Italia assume inizialmente a modello Giovanni Battista Rubini per la dolcezza ed il carattere elegiaco del suo canto, ma poi trova un'altra fonte di ispirazione nel più grande dei baritenori viventi, Domenico Donzelli, dotato di voce sombrée (scurita) e potente, di accento deciso, di magniloquenza di fraseggio e di recitazione vibrante e appassionata. La fusione tra i due stili e l'introduzione del famigerato "do di petto" quale vessillo dello stil novo del canto romantico diedero vita ad una nuova tipologia tenorile, il tenore di forza sul quale si sarebbe poi evoluto il tenore drammatico moderno. Si trattò in gran parte di un'operazione artificiale per le doti vocali del tenore francese che presto iniziò a produrre i suoi frutti nefasti: secondo Berlioz, la sua voce appariva già indurita nel 1838 in occasione della prima del Benvenuto Cellini e, nell'arco dei successivi dieci anni, sia pure anche con momenti di elettrizzante ripresa, essa andò completamente deteriorandosi, costringendolo infine al ritiro.

## Ruoli creati
- Arnoldo nella prima in italiano di Guglielmo Tell (17 settembre 1831, Lucca - Teatro del Giglio)
- Ugo in Parisina d'Este di Donizetti (17 marzo 1833, Firenze)
- Enrico II in Rosmonda d'Inghilterra di Donizetti (27 febbraio 1834, Firenze)
- Demetrio in Marsa di Coccia (13 luglio 1835, Napoli)
- Edgardo Ravenswood in Lucia di Lammermoor di Donizetti (26 settembre 1835, Napoli)
- Guido in Guido et Ginevra di Halévy (5 marzo 1838, Parigi)
- Albert ne Le lac des fées di Auber (1º aprile 1839, Parigi)
- Il ruolo del titolo in Benvenuto Cellini di Berlioz (10 settembre 1838, Parigi)
- Polyeucte ne Les Martyrs di Donizetti (10 aprile 1840, Parigi)
- Fernand ne La Favorite di Donizetti (2 dicembre 1840, Parigi)
- Gérard de Coucy ne La reine de Chypre di Halévy (22 dicembre 1841, Parigi)
- Le Dauphin in Charles VI di Halévy (15 marzo 1843, Parigi)
- Il ruolo del titolo in Dom Sébastien di Donizetti (13 novembre 1843, Parigi)
- Gaston in Jérusalem di Verdi (26 novembre 1847, Parigi)

## Opere pubblicate
- L'art du chant, Parigi, 1845 (accessibile online in un'edizione in francese e tedesco del 1846 presso IMSLP)
- La mélodie: Études complémentaires vocales et dramatiques de «L'art du chant», Parigi, Au Ménestrel, 1874 (accessibile online presso IMSLP)
- Souvenirs d'un chanteur, Parigi, Levy, 1880 (accessibile online presso Gallica - B.N.F.)
- Récréations de mon grand áge (2 volumi), Paris, 1888